# Antoni Piotrovskii
Antoni Adam Piotrowski, adaptado para português Antoni Piotrovskii (Kunów, 1853 - Varsóvia, 1924), foi um proeminente pintor polaco.
Identificado com o realismo e com o romantismo, Antoni completou a sua formação artística no Mónaco, em 1877, estudando junto com outros conhecidos pintores, entre eles Jan Matejko.
A maioria das suas obras datam do oitocento, sendo esta a época mais produtiva do artista.
Dos seus quadros mais conhecidos contam-se óleos sobre tela como Cavalaria polaca, A jardineira e O soldado.